# Akio Tanaka
たなか 亜希夫
Œuvres principales
Première œuvre : Meisō ō border
Autres ouvrages :
- Shamo
- Glaucos

Akio Tanaka (たなか 亜希夫, Tanaka Akio) est un mangaka, né en 1956 à la préfecture de Miyagi au Japon.

## Biographie
Tanaka fait partie, à l'instar de Rumiko Takahashi et Caribu Marley, des tout  premiers diplômés de l'école de dessin Gekiga Sonjuku fondée par Kazuo Koike et destinée à former les mangakas. Il commence sa carrière professionnelle au début des années 1980.
Il collabore avec le célèbre scénariste Caribu Marley pour créer la série Meisō ō border, à parution hebdomadaire de 1986 à 1989, dans le magazine Manga Action. Ce titre s'adresse à un public adulte masculin (genre Seinen). Meisō ō border représente environ 3 100 pages et a également aussi été compilé par la Futabasha sous forme de quatorze volumes.
Toujours avec Caribu Marley, il crée en 1986 pour Action Manga une série A-hōmansu, dont Yūsaku Matsuda tirera un film la même année. Suivent d'autres petites œuvres pour Futabasha et Action Manga, dont Hito ga hito o ai suru koto no dō shiyō mo nasa et 20 seiki densetsu avec le mangaka et cinéaste Takashi Ishii. Une plus longue série arrive enfin avec Crash! Masamune, de 1995 à 1998, tiré d'une histoire de Nobuya Kobayashi.
Dans Shamo, il ne réalise que les dessins, tandis qu'Izō Hashimoto conçoit le scénario. Ce titre sera traduit dans plusieurs langues européennes et lui amènera une renommée internationale. En 2003, Shamo est nommé pour le prix de la culture Osamu-Tezuka, puis il est nommé pour le prix de la meilleure série au festival d'Angoulême en 2005. Shamo (Coq de combat en français) raconte l'histoire d'un adolescent issu d'un milieu aisé qui assassine ses parents, passe deux ans en maison de correction avant d'entamer une carrière de karatéka. Jusqu'en 2003, ce titre paraissait dans Action Manga, avant de passer dans le magazine du soir (Evening) de Kōdansha-Verlages, où il est désormais édité. Il représente environ 5 000 pages en 25 volumes (en février 2007).
De 2003 à 2005 dans le magazine Morning, paraît la série Glaucos, qui relate l'histoire d'un garçon dans le milieu de la plongée en apnée, sur environ 850 pages. En 2004 Kōdansha a publié Glaucos en quatre volumes. En 2007, il travaille de nouveau avec Caribu Marley sur River's edge Ōkawa-bata tanteisha.
Akio Tanaka est traduit entre autres en espagnol, français et allemand.